# Cant & Sons

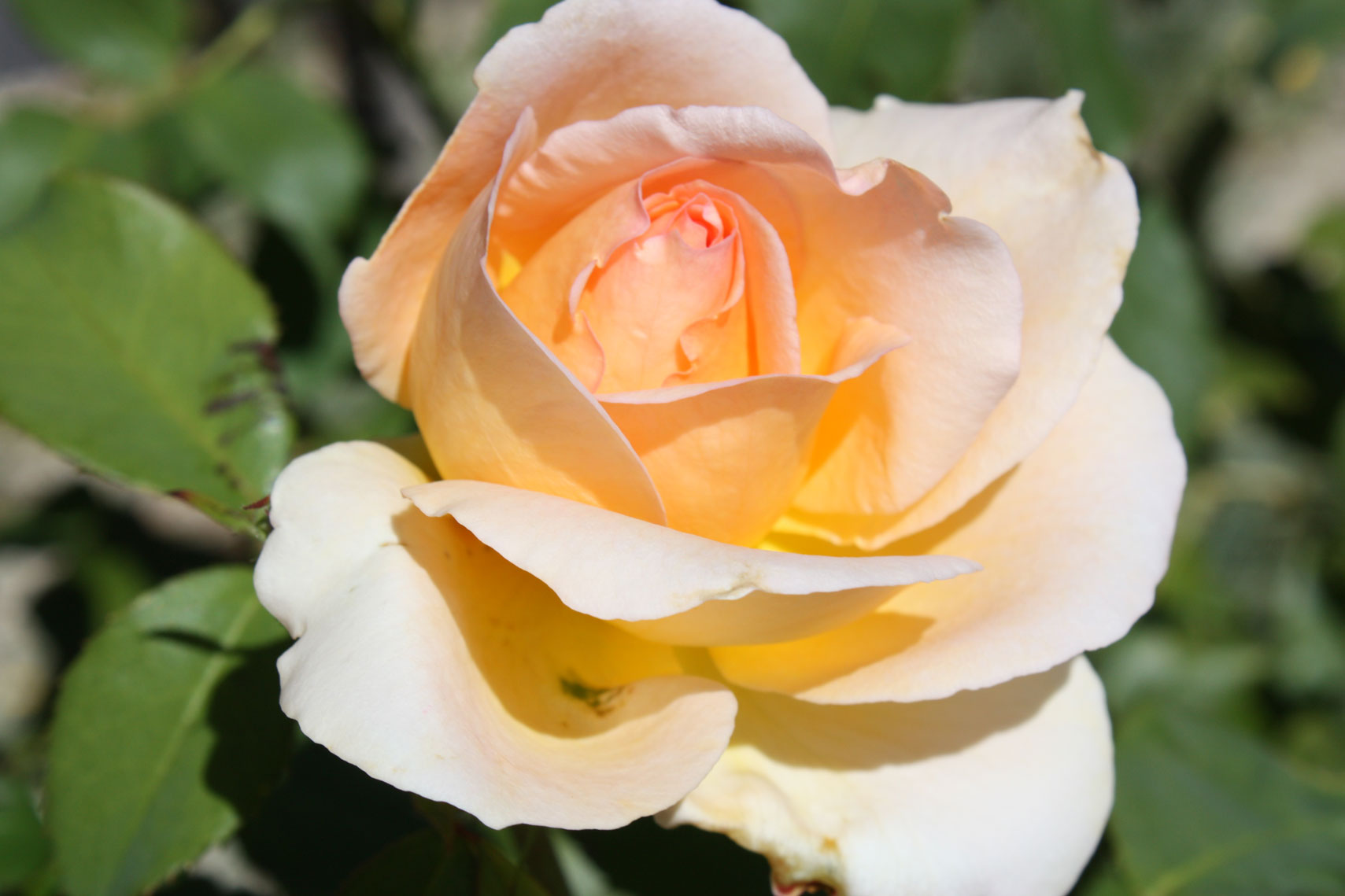
Rose 'Just Joey' (Roger Pawsey, 1972)

La pépinière Cant & Sons est une pépinière de roses située à Colchester en Angleterre qui est à l'origine de plusieurs cultivars de rosiers exceptionnels et toujours commercialisés. L'entreprise existe toujours sous le nom de « Cants of Colchester », mais ne fait plus d'obtentions de roses, préférant commercialiser les meilleures variétés présentes sur le marché.

## Histoire
Benjamin Reverr Cant (1827-17 juillet 1900) donne un grand élan à son entreprise familiale d'horticulture fondée en 1765, en se spécialisant dans l'hybridation de nouvelles roses dans les années 1850. Après sa mort, son fils Cecil (mort en 1925) prend sa suite dans l'hybridation avec son frère Edmund. Ensuite la pépinière est dirigée par la veuve de Cecil Cant. À partir de 1931, la maison est dirigée par Clifford Pawsey (mort en 1997), époux de Diana Cant avec l'aide de son sélectionneur Beatty, adepte du mendélisme, puis elle est dirigée par ses enfants dont Roger Pawsey.
Cette maison est à l'origine de 130 variétés environ, dont le fameux 'Mrs Oakley-Fisher (1921), 'Mrs B.R. Cant', 'Crimson Descant', 'Sally's Rose', 'Just Joey' (1972), etc.

## Quelques obtentions

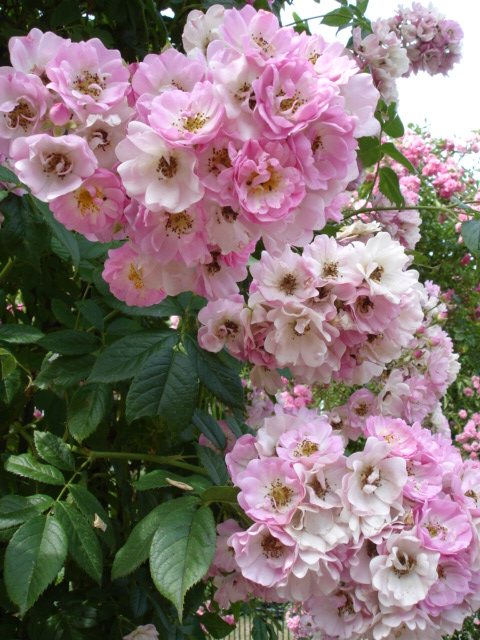
'Blush Rambler', 1903.
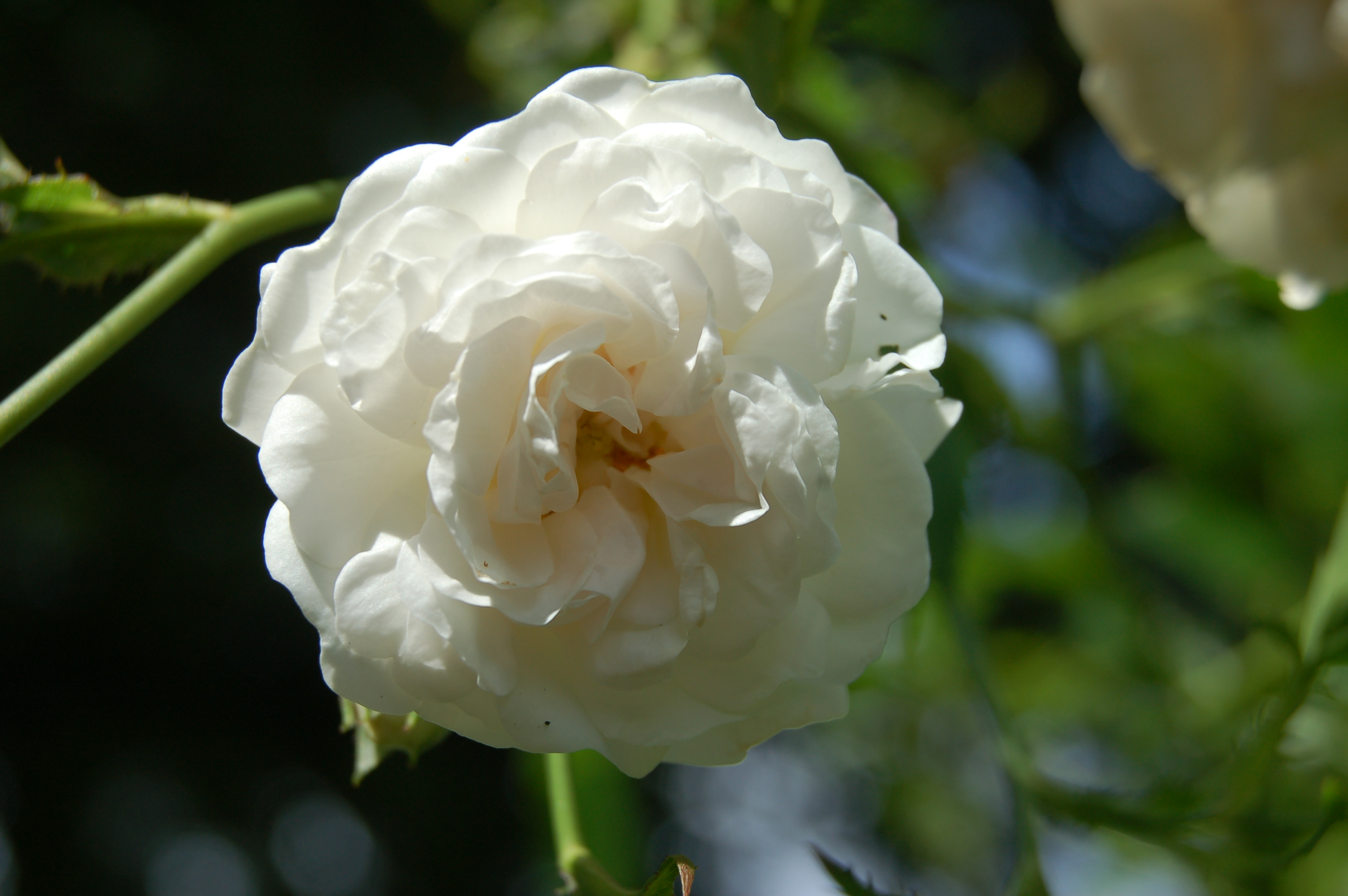
'White Dorothy', 1908.
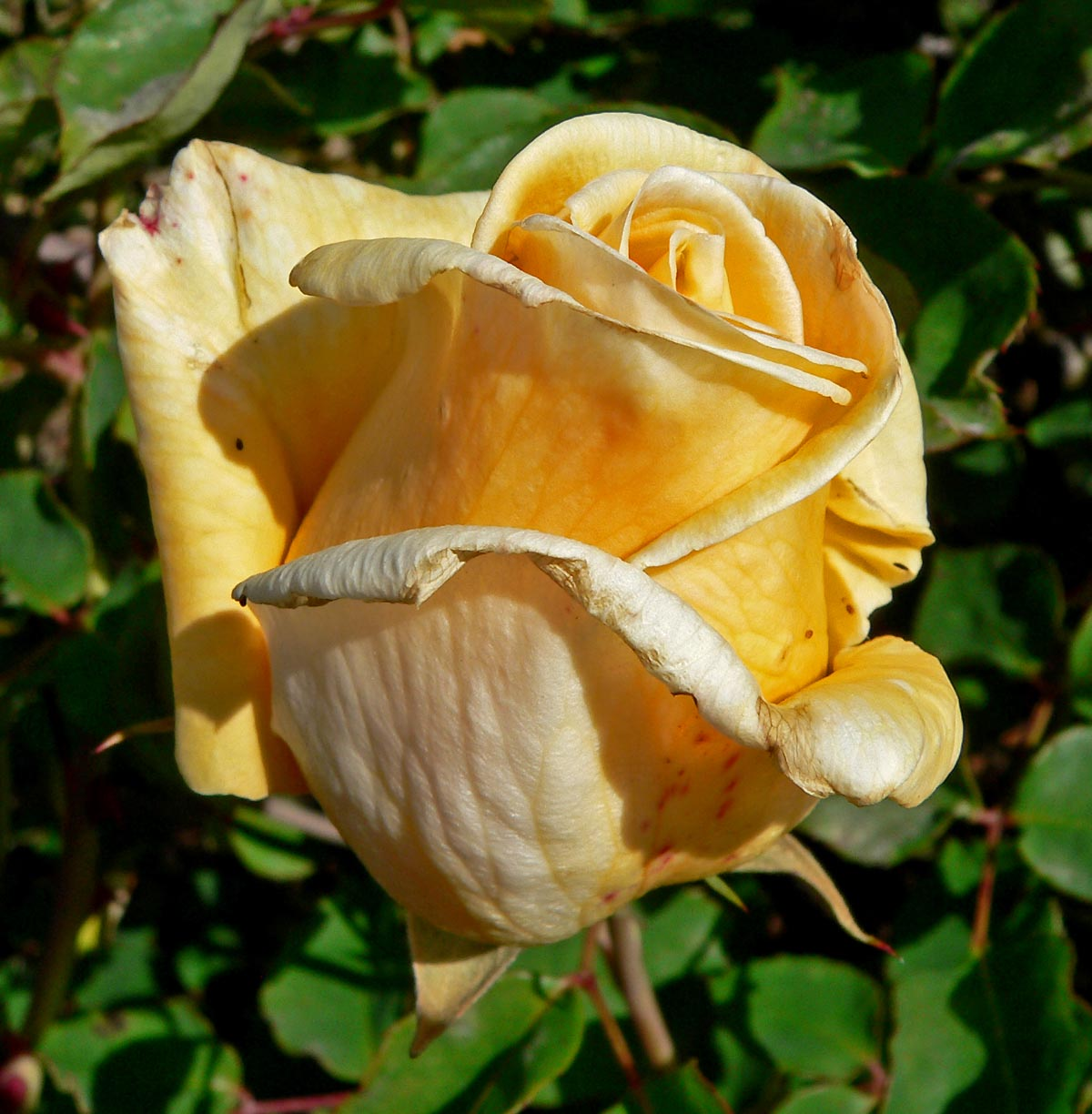
'Golden Ophelia', 1918.
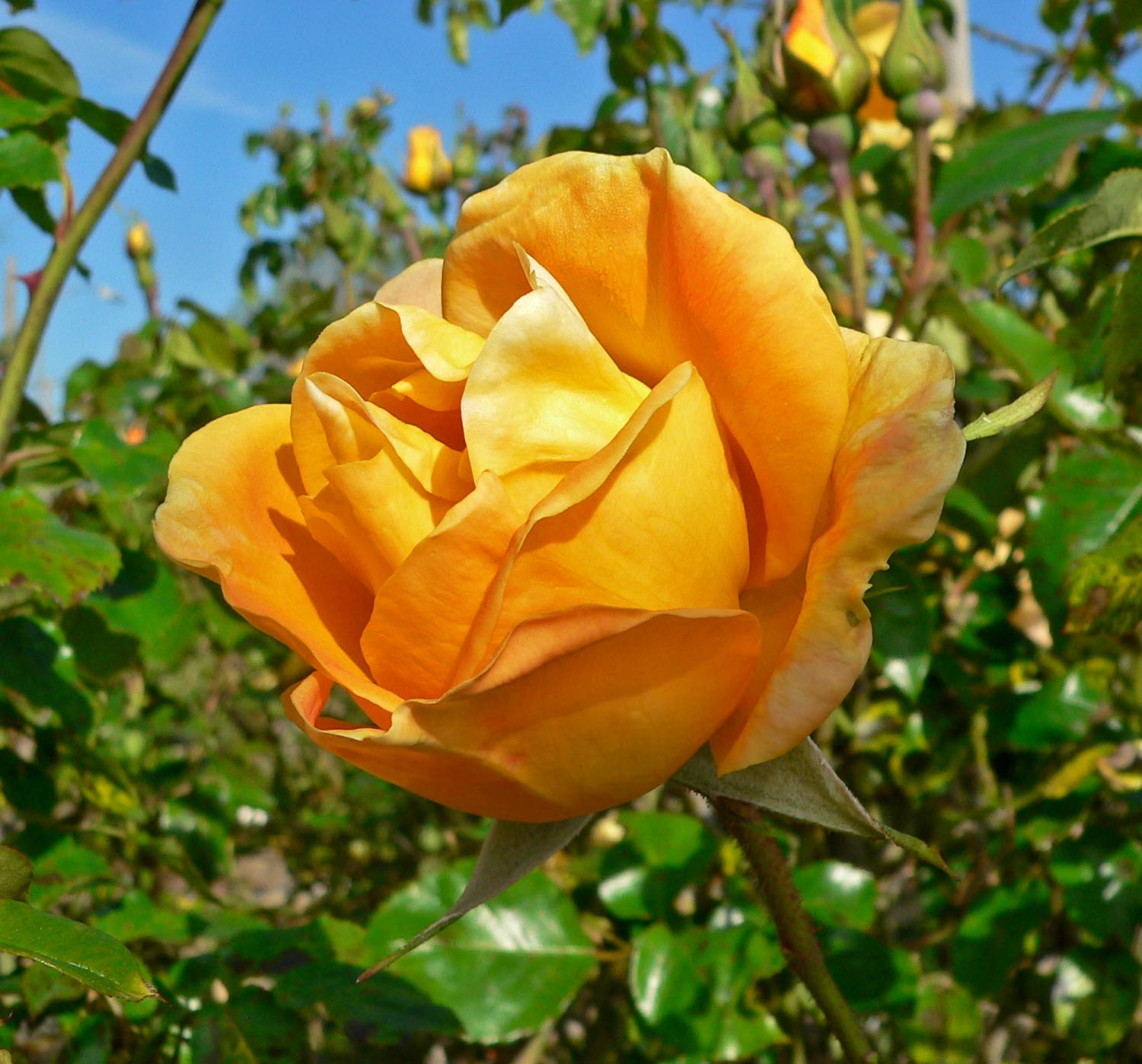
'Lady Forteviot', 1928.
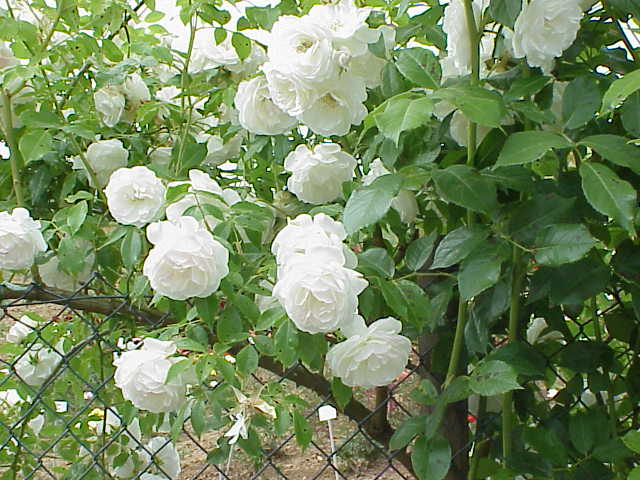
'Fée des Neiges Climbing', 1968.
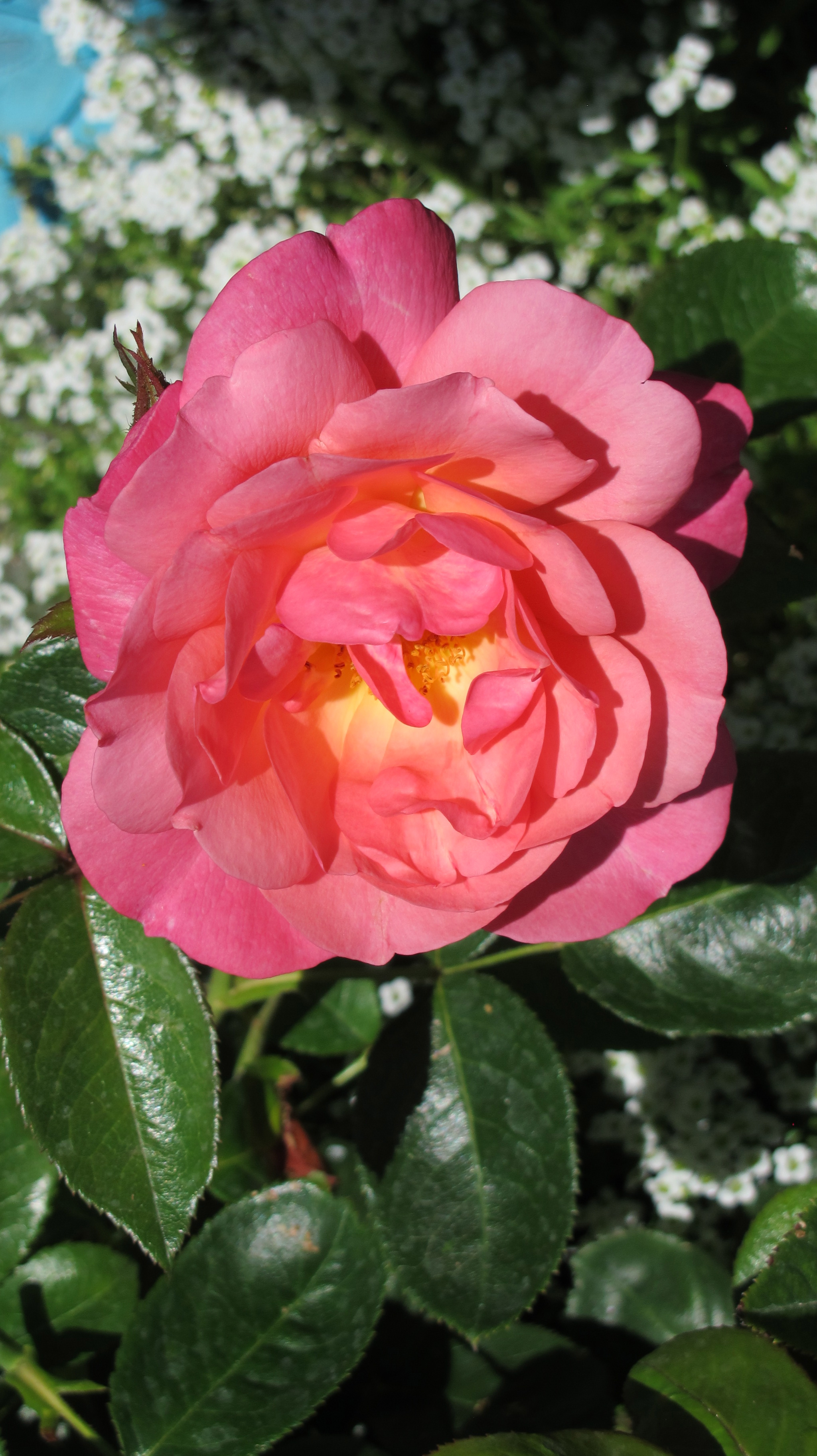
'Eyecatcher', 1976.